# Johannes Hübner (Basketballtrainer)
Johannes Hübner (* 20. April 1990 in Esslingen am Neckar) ist ein deutscher Basketballtrainer.

## Werdegang
Hübner, der in Tübingen Medienwissenschaft studierte und für die Basketballzeitschrift Five schrieb, war als Spieler Mitglied der Vereine SV Fellbach und TV Marbach. Er war in der Saison 2016/17 Trainer der Regionalliga-Damen des MTV Stuttgart. 2017 wechselte er als Trainer an die Basketballakademie Ludwigsburg und zu den MHP Riesen Ludwigsburg. Er assistierte Felix Czerny als Co-Trainer der NBBL-Mannschaft und arbeitete unter John Patrick bei der Profimannschaft mit. In seiner Zeit in Ludwigsburg gelang der NBBL-Mannschaft unter anderem der dritte Platz beim Adidas Next Generation Tournament der Euroleague. In den NBBL-Playoffs 2018 fungierte Hübner als Cheftrainer der Ludwigsburger, die Mannschaft erreichte das Viertelfinale gegen Ulm.
Zur Saison 2018/19 wechselte Hübner als Co-Trainer zum Team Ehingen Urspring in die 2. Bundesliga ProA. In dieser Saison zog die Mannschaft von Headcoach Domenik Reinboth in die ProA-Playoffs ein. In den Spielzeiten 2019/20 und 2020/21 landete man jeweils auf dem letzten Platz der 2. Bundesliga ProA, blieb aber in der zweithöchsten Liga, da die Abstiegsregelung wegen der COVID-19-Pandemie außer Kraft gesetzt worden war. Zur Saison 2020/21 übernahm Hübner zusätzlich das Cheftraineramt der NBBL-Mannschaft Ursprings. Nach 17 Spielen in der Saison 2021/22, die alle verloren worden waren, wurde Hübner als Nachfolger von Felix Czerny Cheftrainer der Ehinger Zweitligamannschaft. In seinem ersten Spiel als hauptverantwortlicher Trainer gegen Leverkusen Mitte Januar 2022 waren die elf eingesetzten Spieler im Schnitt 19,7 Jahre alt, in jüngerer Besetzung war zuvor keine Ehinger Mannschaft angetreten. Am Saisonende 2021/22 wies man einen Sieg und 31 Niederlagen auf und stieg als Tabellenletzter ab. Hübner wurde anschließend die Aufgabe anvertraut, die Mannschaft auch in der 2. Bundesliga ProB zu betreuen. Anfang November 2024 beendete er die Tätigkeit aus persönlichen Gründen.
Im Sommer 2025 trat er das Amt des Jugendkoordinators beim USC Heidelberg an.